# Militära grader i Förenta Staternas flotta
Militära grader i Förenta Staternas flotta visar de militära graderna och gradbeteckningarna samt uniformerna i USA:s flotta.

## Gradbeteckningar

### Officerare
| Officersgrader i USA:s flotta | Officersgrader i USA:s flotta | Officersgrader i USA:s flotta | Officersgrader i USA:s flotta | Officersgrader i USA:s flotta | Officersgrader i USA:s flotta | Officersgrader i USA:s flotta | Officersgrader i USA:s flotta | Officersgrader i USA:s flotta | Officersgrader i USA:s flotta | Officersgrader i USA:s flotta          | Officersgrader i USA:s flotta          |
| Am. lönegrad | O-11                          | O-10                          | O-9                           | O-8                           | O-7                           | O-6                           | O-5                           | O-4                           | O-3                           | O-2                                    | O-1                                    |
| --- | ----------------------------- | ----------------------------- | ----------------------------- | ----------------------------- | ----------------------------- | ----------------------------- | ----------------------------- | ----------------------------- | ----------------------------- | -------------------------------------- | -------------------------------------- |
| Skärmmössa |                               |                               |                               |                               |                               |                               |                               |                               |                               |                                        |                                        |
| Kragmärke Galon • Axelklaff |                               |                               |                               |                               |                               |                               |                               |                               |                               |                                        |                                        |
| Tjänstegrad | Fleet Admiral1                | Admiral                       | Vice Admiral                  | Rear Admiral (Upper Half)     | Rear Admiral (Lower Half)     | Captain                       | Commander                     | Lieutenant Commander          | Lieutenant                    | Lieutenant Junior Grade                | Ensign                                 |
| Förkortning | FADM                          | ADM                           | VADM                          | RADM                          | RDML                          | CAPT                          | CDR                           | LCDR                          | LT                            | LTJG                                   | ENS                                    |
| Dagligt tilltal | Admiral                       | Admiral                       | Admiral                       | Admiral                       | Admiral                       | Captain                       | Commander                     | Commander                     | Lieutenant                    | Lieutenant                             | Ensign                                 |
| NATO-kod | OF-10                         | OF-9                          | OF-8                          | OF-7                          | OF-6                          | OF-5                          | OF-4                          | OF-3                          | OF-2                          | OF-1                                   | OF-1                                   |
| Motsvarar i Finlands marin | Saknas                        | Amiral                        | Viceamiral                    | Konteramiral                  | Flottiljamiral                | Kommodor                      | Kommendör                     | Kommendörkapten               | Kaptenlöjtnant                | Premiärlöjtnant Löjtnant Underlöjtnant | Premiärlöjtnant Löjtnant Underlöjtnant |
| Motsvarar i Sveriges flotta | (Storamiral)2                 | Amiral                        | Viceamiral                    | Konteramiral                  | Flottiljamiral                | Kommendör                     | Kommendörkapten               | Örlogskapten                  | Kapten                        | Löjtnant                               | Fänrik                                 |
| 1Delades endast under och strax efter andra världskriget till William D. Leahy, Ernest King, Chester W. Nimitz och William Halsey, Jr. 2Historisk motsvarighet. |                               |                               |                               |                               |                               |                               |                               |                               |                               |                                        |                                        |

#### Yrkesbeteckning på gradbeteckning för officerare

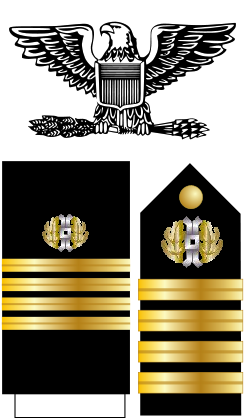
Gradbeteckning för en captain i auditörskåren i USA:s flotta.

Linjebefäl (och vissa andra specialiteter som public relations och underrättelsetjänst) bär en stjärna med spetsen nedåt på gradbeteckningen. Flottans stabskårer för exempelvis läkare, sjuksköterskor, jurister och militär själavårdspersonal bär ett särskilt tecken för sin kår på gradbeteckningen.
Officerare i en stabskår kan inte föra befäl över fartyg, flyg, specialförband eller baser utan kan enbart leda förband och enheter inom sin yrkesspecialitet. En officer inom en stabskår är dock alltjämt en officer och är berättigad till samma grad av aktning och hedersbetygelser som är fallet för linjebefäl.
| Type | Line officer Linjebefäl           | Medical Corps Läkarkåren       | Dental Corps Tandläkarkåren      | Nurse Corps Sjuksköterskekåren | Medical Service Corps Medicinyrkeskåren  | Judge Advocate General's Corps Auditörskåren |
| --- | --------------------------------- | ------------------------------ | -------------------------------- | ------------------------------ | ---------------------------------------- | -------------------------------------------- |
| Insignier |                                   |                                |                                  |                                |                                          |                                              |
| Designation1 | 1XXX                              | 210X                           | 220X                             | 290X                           | 230X                                     | 250X                                         |
| Chaplain Corps Själavård kristendom | Chaplain Corps Själavård judendom | Chaplain Corps Själavård islam | Chaplain Corps Själavård buddism | Supply Corps Trängkåren        | Civil Engineer Corps Civilingenjörskåren | Law Community Rättsspecialist                |
| |                                   |                                |                                  |                                |                                          |                                              |
| 410X | 410X                              | 410X                           | 410X                             | 310X                           | 510X                                     | 655X                                         |
| 1 Designationen beskriver yrket eller funktion. Den fjärde siffran (X) markerar om officeren har en fullmakt som är reguljär (0), reserv (5) eller stödfunktion på heltid (7). |                                   |                                |                                  |                                |                                          |                                              |

#### Statistik
| Lönegrad | Antal  | varav män | varav kvinnor |
| -------- | ------ | --------- | ------------- |
| O-10     | 8      | 8         | 0             |
| O-9      | 38     | 34        | 4             |
| O-8      | 61     | 58        | 3             |
| O-7      | 107    | 97        | 10            |
| O-6      | 3 125  | 2 770     | 355           |
| O-5      | 6 668  | 5 809     | 859           |
| O-4      | 10 592 | 8 734     | 1 858         |
| O-3      | 18 726 | 14 696    | 4 030         |
| O-2      | 6 659  | 5 138     | 1 521         |
| O-1      | 7 018  | 5 411     | 1 607         |

| Lönegrad | Antal  | varav män | varav kvinnor |
| -------- | ------ | --------- | ------------- |
| O-10     | 9      | 9         | 0             |
| O-9      | 43     | 39        | 4             |
| O-8      | 69     | 64        | 5             |
| O-7      | 115    | 102       | 13            |
| O-6      | 3 308  | 2 892     | 416           |
| O-5      | 6 744  | 5 961     | 783           |
| O-4      | 10 937 | 9 345     | 1 592         |
| O-3      | 17 811 | 14 526    | 3 285         |
| O-2      | 6 552  | 5 191     | 1 361         |
| O-1      | 6 669  | 5 226     | 1 443         |

### Warrant officer
I USA:s väpnade styrkor är en warrant officer en personalgrupp, i hierarkin stående nedanför officerare och ovanför underofficerare, som är en ämnesspecialist inom sitt avgränsade yrkesområde. 
| Kragmärke Axelklaff         |                         |                         |                         |                         |                   |
| Tjänstegrad                 | Chief Warrant Officer 5 | Chief Warrant Officer 4 | Chief Warrant Officer 3 | Chief Warrant Officer 2 | Warrant Officer 1 |
| Förkortning                 | CWO5                    | CWO4                    | CWO3                    | CWO2                    | WO1               |
| Dagligt tilltal             | Mister eller Ms         | Mister eller Ms         | Mister eller Ms         | Mister eller Ms         | Mister eller Ms   |
| NATO-kod                    | WO-5                    | WO-4                    | WO-3                    | WO-2                    | WO-1              |
| Motsvarar i Finlands marin  | saknas                  | saknas                  | saknas                  | saknas                  | saknas            |
| Motsvarar i Sveriges flotta | saknas                  | saknas                  | saknas                  | saknas                  | saknas            |

#### Yrkesspecialiteter

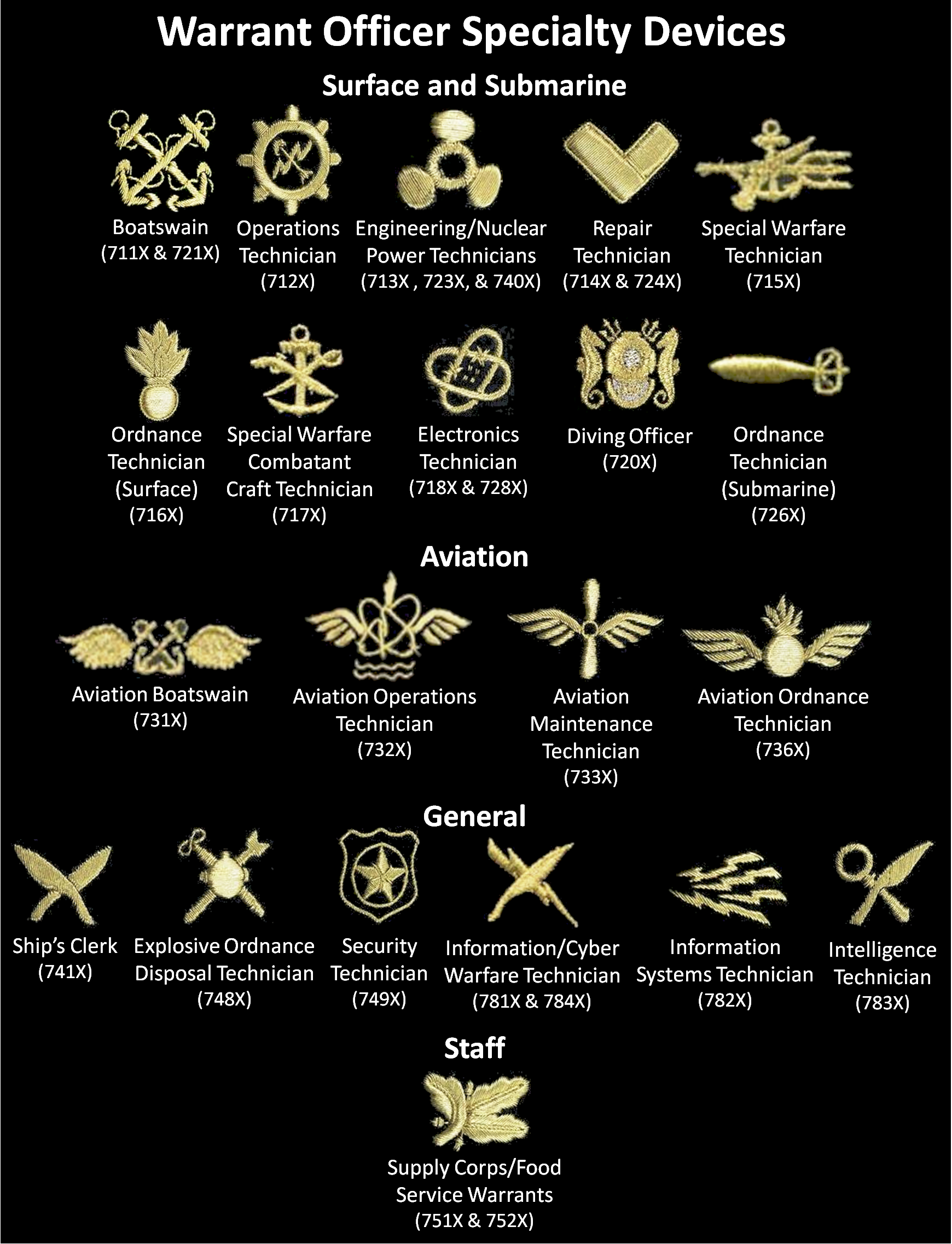
Specialisttecken på gradbeteckningen för warrant officers i USA:s flotta.

### Enlisted
Till skillnad från officerare och warrant officers så är grader och yrkesbeteckningar för enlisted i flottan inte fastställda i lag utan det är marinministern som bestämmer om det.

#### Underofficerare
| Underofficerare i USA:s flotta | Underofficerare i USA:s flotta           | Underofficerare i USA:s flotta                                    | Underofficerare i USA:s flotta       | Underofficerare i USA:s flotta       | Underofficerare i USA:s flotta                             | Underofficerare i USA:s flotta                             | Underofficerare i USA:s flotta     | Underofficerare i USA:s flotta     | Underofficerare i USA:s flotta                             | Underofficerare i USA:s flotta                             | Underofficerare i USA:s flotta               | Underofficerare i USA:s flotta               |
| Am. lönegrad | E-9                                      | E-9                                                               | E-9                                  | E-9                                  | E-9                                                        | E-9                                                        | E-8                                | E-8                                | E-8                                                        | E-8                                                        | E-7                                          | E-7                                          |
| --- | ---------------------------------------- | ----------------------------------------------------------------- | ------------------------------------ | ------------------------------------ | ---------------------------------------------------------- | ---------------------------------------------------------- | ---------------------------------- | ---------------------------------- | ---------------------------------------------------------- | ---------------------------------------------------------- | -------------------------------------------- | -------------------------------------------- |
| Mössmärke |                                          |                                                                   |                                      |                                      |                                                            |                                                            |                                    |                                    |                                                            |                                                            |                                              |                                              |
| Ärmmärke/ Kragmärke |                                          |                                                                   |                                      |                                      |                                                            |                                                            |                                    |                                    |                                                            |                                                            |                                              |                                              |
| Tjänstegrad Yrkesbefattning | Master Chief Petty Officer of the Navy 1 | Fleet Master Chief Petty Officer Force Master Chief Petty Officer | Command Master Chief Petty Officer 2 | Command Master Chief Petty Officer 2 | Master Chief Petty Officer Master Chief Boatswain's Mate 3 | Master Chief Petty Officer Master Chief Boatswain's Mate 3 | Command Senior Chief Petty Officer | Command Senior Chief Petty Officer | Senior Chief Petty Officer Senior Chief Boatswain's Mate 3 | Senior Chief Petty Officer Senior Chief Boatswain's Mate 3 | Chief Petty Officer Chief Boatswain's Mate 3 | Chief Petty Officer Chief Boatswain's Mate 3 |
| Förkortning | MCPON                                    | FLTCM FORCM                                                       | CMDCM                                | CMDCM                                | MCPO                                                       | MCPO                                                       | CMDCS                              | CMDCS                              | SCPO                                                       | SCPO                                                       | CPO                                          | CPO                                          |
| NATO-kod | OR-9                                     | OR-9                                                              | OR-9                                 | OR-9                                 | OR-9                                                       | OR-9                                                       | OR-8                               | OR-8                               | OR-8                                                       | OR-8                                                       | OR-7                                         | OR-7                                         |
| Motsv. i Finlands marin | Militärmästare                           | Militärmästare                                                    | Militärmästare                       | Militärmästare                       | Militärmästare                                             | Militärmästare                                             | Överbåtsman                        | Överbåtsman                        | Överbåtsman                                                | Överbåtsman                                                | Båtsman                                      | Båtsman                                      |
| Motsv. i Sveriges flotta | Flottiljförvaltare                       | Flottiljförvaltare                                                | Flottiljförvaltare                   | Flottiljförvaltare                   | Flottiljförvaltare                                         | Flottiljförvaltare                                         | Förvaltare                         | Förvaltare                         | Förvaltare                                                 | Förvaltare                                                 | Fanjunkare                                   | Fanjunkare                                   |
| 1 Det finns bara en Master Chief Petty Officer of the Navy och denne fungerar som rådgivare åt marinministern och chefen för flottan i ärenden som rör underofficerare, underbefäl och manskap (engelska: enlisted). 2 Vinklar med guld får bäras efter 12 års tjänstgöring under förutsättning att tjänstgöringen varit fri från disciplinära åtgärder som utdöms enligt Uniform Code of Military Justice. 3 Från grad E-7 till E-9 är i många fall dennes specialisering och befattning avgörande för hur underofficeren eller underbefälet refereras till, e.x. en E-6 kan kallas för Boatswain's Mate First Class eller Legalman First Class etc. |                                          |                                                                   |                                      |                                      |                                                            |                                                            |                                    |                                    |                                                            |                                                            |                                              |                                              |

#### Underbefäl
| Underbefäl i USA:s flotta | Underbefäl i USA:s flotta                                | Underbefäl i USA:s flotta                                | Underbefäl i USA:s flotta                                  | Underbefäl i USA:s flotta                                  | Underbefäl i USA:s flotta                                  | Underbefäl i USA:s flotta                                  | Underbefäl i USA:s flotta | Underbefäl i USA:s flotta | Underbefäl i USA:s flotta | Underbefäl i USA:s flotta |
| Am. lönegrad | E-6                                                      | E-6                                                      | E-5                                                        | E-5                                                        | E-4                                                        | E-4                                                        |                           |                           |                           |                           |
| --- | -------------------------------------------------------- | -------------------------------------------------------- | ---------------------------------------------------------- | ---------------------------------------------------------- | ---------------------------------------------------------- | ---------------------------------------------------------- | ------------------------- | ------------------------- | ------------------------- | ------------------------- |
| Mössmärke |                                                          |                                                          |                                                            |                                                            |                                                            |                                                            |                           |                           |                           |                           |
| Ärmmärke/ Kragmärke |                                                          |                                                          |                                                            |                                                            |                                                            |                                                            |                           |                           |                           |                           |
| Tjänstegrad Yrkesbefattning | Petty Officer First Class1 Boatswain's Mate First Class2 | Petty Officer First Class1 Boatswain's Mate First Class2 | Petty Officer Second Class1 Boatswain's Mate Second Class2 | Petty Officer Second Class1 Boatswain's Mate Second Class2 | Petty Officer Third Class1 Boatswain's Mate Third Class' 2 | Petty Officer Third Class1 Boatswain's Mate Third Class' 2 |                           |                           |                           |                           |
| Förkortning | PO1                                                      | PO1                                                      | PO2                                                        | PO2                                                        | PO3                                                        | PO3                                                        |                           |                           |                           |                           |
| NATO-kod | OR-6                                                     | OR-6                                                     | OR-5                                                       | OR-5                                                       | OR-4                                                       | OR-4                                                       |                           |                           |                           |                           |
| Motsvarar i Finlands marin | Översergeant                                             | Översergeant                                             | Sergeant                                                   | Sergeant                                                   | Undersergeant                                              | Undersergeant                                              |                           |                           |                           |                           |
| Motsvarar i Sveriges flotta | 1:e sergeant                                             | 1:e sergeant                                             | Sergeant                                                   | Sergeant                                                   | Korpral                                                    | Korpral                                                    |                           |                           |                           |                           |
| 1Vinklar med guld får bäras efter 12 års tjänstgöring under förutsättning att tjänstgöringen varit fri från disciplinära åtgärder som utdöms enligt Uniform Code of Military Justice. 2 Från grad E-4 till E-6 är dennes yrkesspecialisering och befattning avgörande för hur underofficeren eller underbefälet refereras till, e.x. en E-6 kan kallas för Boatswain's Mate First Class eller Legalman First Class etc. |                                                          |                                                          |                                                            |                                                            |                                                            |                                                            |                           |                           |                           |                           |

##### Yrkesbeteckningar för underofficerare och underbefäl
Underbefäl och underofficerare har både en tjänstegrad (engelska: rate) och en yrkesbenämning (engelska: rating) som sammantaget avspeglas visuellt på ärmens gradbeteckning och vilken avgör hur respektive person tilltalas samt omnämns i skrift.

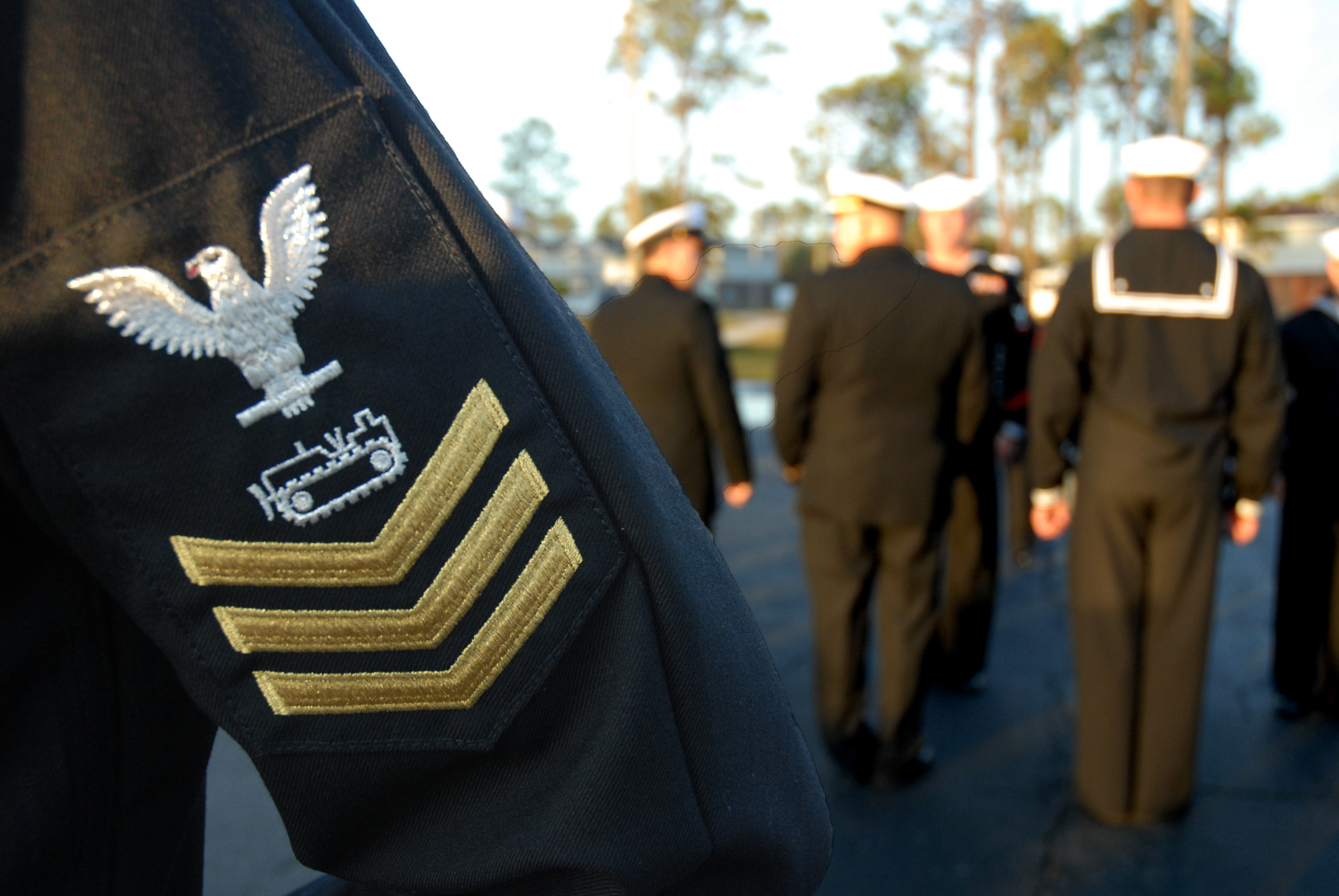
Yrkesbeteckningen, här en maskinförare i flottans ingenjörstrupper (Seabees), framgår på ärmens gradbetckning. Personen med följande gradbeteckning benämns sålunda som Equipment operator 1st class.

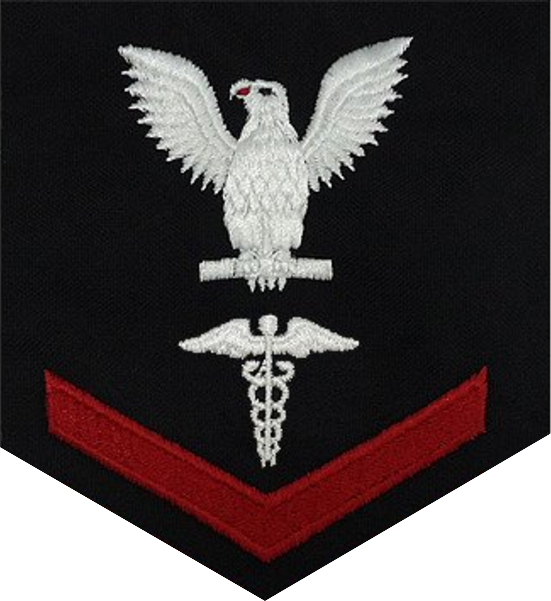
Hospital corpsman 3rd class.

| Type                                                  | Aviation boatswain's mate Flygdäckspersonal     | Air traffic controller Flygledare                               | Aviation machinist's mate Flygmotormekaniker         | Aviation electrician's mate Flygelektriker          | Aerographer's mate Meteorologassistent                        | Aviation structural mechanic Flygmekaniker                         | Aviation ordnanceman Vapentekniker för flyg               | Aviation support equipment technician Flygbastekniker |  |
| ----------------------------------------------------- | ----------------------------------------------- | --------------------------------------------------------------- | ---------------------------------------------------- | --------------------------------------------------- | ------------------------------------------------------------- | ------------------------------------------------------------------ | --------------------------------------------------------- | ----------------------------------------------------- |  |
| Insignier                                             |                                                 |                                                                 |                                                      |                                                     |                                                               |                                                                    |                                                           |                                                       |  |
| Förkortning                                           | AB                                              | AC                                                              | AD                                                   | AE                                                  | AG                                                            | AM                                                                 | AO                                                        | AS                                                    |  |
|                                                       |                                                 |                                                                 |                                                      |                                                     |                                                               |                                                                    |                                                           |                                                       |  |
| Aviation electronics technician Flygelelektrotekniker | Naval aircrewman Flygbesättning                 | Aviation maintenance administrationman Flygunderhållsförvaltare | Aircrew survival equipmentman Flygräddningsutrustare | Boatswain's mate Båtsman                            | Builder Byggarbetare                                          | Construction electrician Byggelektriker                            | Construction mechanic Byggmekaniker                       | Culinary specialist Kökspersonal                      |  |
|                                                       |                                                 |                                                                 |                                                      |                                                     |                                                               |                                                                    |                                                           |                                                       |  |
| AT                                                    | AW                                              | AZ                                                              | PR                                                   | BM                                                  | BU                                                            | CE                                                                 | CM                                                        | CS                                                    |  |
|                                                       |                                                 |                                                                 |                                                      |                                                     |                                                               |                                                                    |                                                           |                                                       |  |
| Cryptologic technician Kryptotekniker                 | Damage controlman Skadereparatör                | Electrician's mate Elektriker                                   | Engineman Motortekniker                              | Engineering aide Byggingenjörsassistent             | Equipment operator Maskinförare                               | Explosive Ordnance Disposal Ammunition och bombröjare              | Electronics technician Elektrotekniker                    | Fire controlman Vapensystemtekniker                   |  |
|                                                       |                                                 |                                                                 |                                                      |                                                     |                                                               |                                                                    |                                                           |                                                       |  |
| CT                                                    | DC                                              | EM                                                              | EN                                                   | EA                                                  | EO                                                            | EOD                                                                | ET                                                        | FC                                                    |  |
|                                                       |                                                 |                                                                 |                                                      |                                                     |                                                               |                                                                    |                                                           |                                                       |  |
| Fire control technician Vapensystemtekniker på ubåt   | Gas turbine system technician Gasturbintekniker | Gunner's mate Artilleri och robottekniker                       | Hospital corpsman Sjukvårdsman                       | Hull maintenance technician Skrovunderhållstekniker | Intelligence specialist Underrättelsespecialist               | Interior communications electrician Internkommunikationselektriker | Information systems technician Informationssystemtekniker | Legalman Juristassistent                              |  |
|                                                       |                                                 |                                                                 |                                                      |                                                     |                                                               |                                                                    |                                                           |                                                       |  |
| FT                                                    | GS                                              | GM                                                              | HM                                                   | HT                                                  | IS                                                            | IC                                                                 | IT                                                        | LM                                                    |  |
|                                                       |                                                 |                                                                 |                                                      |                                                     |                                                               |                                                                    |                                                           |                                                       |  |
| Logistics specialist Logistikspecialist               | Machinery repairman Maskinreparatör             | Machinist's mate Maskinpersonal                                 | Master-at-arms Militärpolis                          | Mass communications specialist Journalist           | Missile technician Robottekniker (kärnvapen)                  | Musician Musiker                                                   | Navy counselor Karriärrådgivare                           | Navy diver Dykare                                     |  |
|                                                       |                                                 |                                                                 |                                                      |                                                     |                                                               |                                                                    |                                                           |                                                       |  |
| LS                                                    | MR                                              | MM                                                              | MA                                                   | MC                                                  | MT                                                            | MU                                                                 | NC                                                        | ND                                                    |  |
|                                                       |                                                 |                                                                 |                                                      |                                                     |                                                               |                                                                    |                                                           |                                                       |  |
| Operations specialist Stridsledningsspecialist        | Personnel specialist Personalspecialist         | Quartermaster Navigationsspecialist                             | Religious program specialist Själavårdsbiträde       | Retail Services Specialist Detaljhandelsspecialist  | Special warfare boat operator Specialförbandens båtbesättning | Special warfare operator Specialförbandsoperatör                   | Sonar technician Sonartekniker                            | Steelworker Stålarbetare                              |  |
|                                                       |                                                 |                                                                 |                                                      |                                                     |                                                               |                                                                    |                                                           |                                                       |  |
| OS                                                    | PS                                              | QM                                                              | RP                                                   | RS                                                  | SB                                                            | SO                                                                 | ST                                                        | SW                                                    |  |
|                                                       |                                                 |                                                                 |                                                      |                                                     |                                                               |                                                                    |                                                           |                                                       |  |
| Torpedoman's mate Torpedtekniker                      | Utilitiesman VVS-arbetare                       | Yeoman Skrivbiträde                                             |                                                      |                                                     |                                                               |                                                                    |                                                           |                                                       |  |
|                                                       |                                                 |                                                                 |                                                      |                                                     |                                                               |                                                                    |                                                           |                                                       |  |
| TM                                                    | UT                                              | YN                                                              |                                                      |                                                     |                                                               |                                                                    |                                                           |                                                       |  |
|                                                       |                                                 |                                                                 |                                                      |                                                     |                                                               |                                                                    |                                                           |                                                       |  |

#### Meniga
| Sjömansgrader i USA:s flotta | Sjömansgrader i USA:s flotta | Sjömansgrader i USA:s flotta             | Sjömansgrader i USA:s flotta       |
| Am. lönegrad                 | E-3                          | E-2                                      | E-1                                |
| ---------------------------- | ---------------------------- | ---------------------------------------- | ---------------------------------- |
| Ärmmärke                     |                              |                                          | Finns ej                           |
| Tjänstegrad                  | Seaman/Hospitalman           | Seaman Apprentice/Hospitalman Apprentice | Seaman Recruit/Hospitalman Recruit |
| Förkortning                  | SN/HN                        | SA/HA                                    | SR/HR                              |
| Ärmmärke                     |                              |                                          | Finns ej                           |
| Tjänstegrad                  | Fireman                      | Fireman Apprentice                       | Fireman Recruit                    |
| Förkortning                  | FN                           | FA                                       | FR                                 |
| Ärmmärke                     |                              |                                          | Finns ej                           |
| Tjänstegrad                  | Airman                       | Airman Apprentice                        | Airman Recruit                     |
| Förkortning                  | AN                           | AA                                       | AR                                 |
| Ärmmärke                     |                              |                                          | Finns ej                           |
| Tjänstegrad                  | Constructionman              | Constructionman Apprentice               | Constructionman Recruit            |
| Förkortning                  | CN                           | CA                                       | CR                                 |
| NATO-kod                     | OR-3                         | OR-2                                     | OR-1                               |
| Motsvarar i Finlands marin   | Övermatros                   | Matros                                   | Rekryt                             |
| Motsvarar i Sveriges flotta  | Vicekorpral                  | Sjöman 1kl                               | Sjöman                             |

## Facktecken (urval)

### Flygande personal

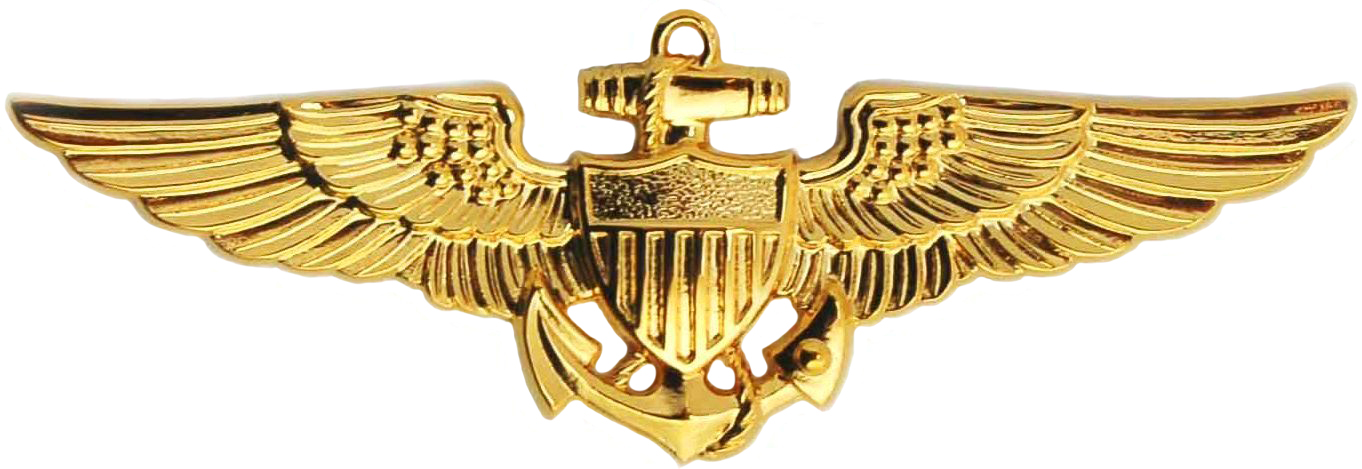
Naval Aviator Flygförare
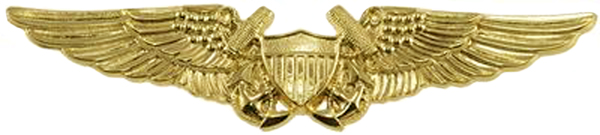
Naval Flight Officer Vapenofficer
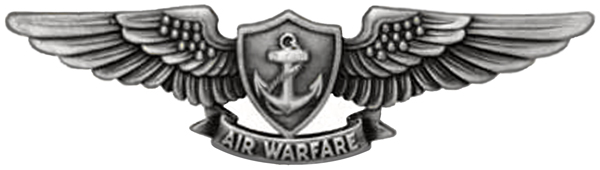
Enlisten Aviation Warfare Specialist Flygbesättning
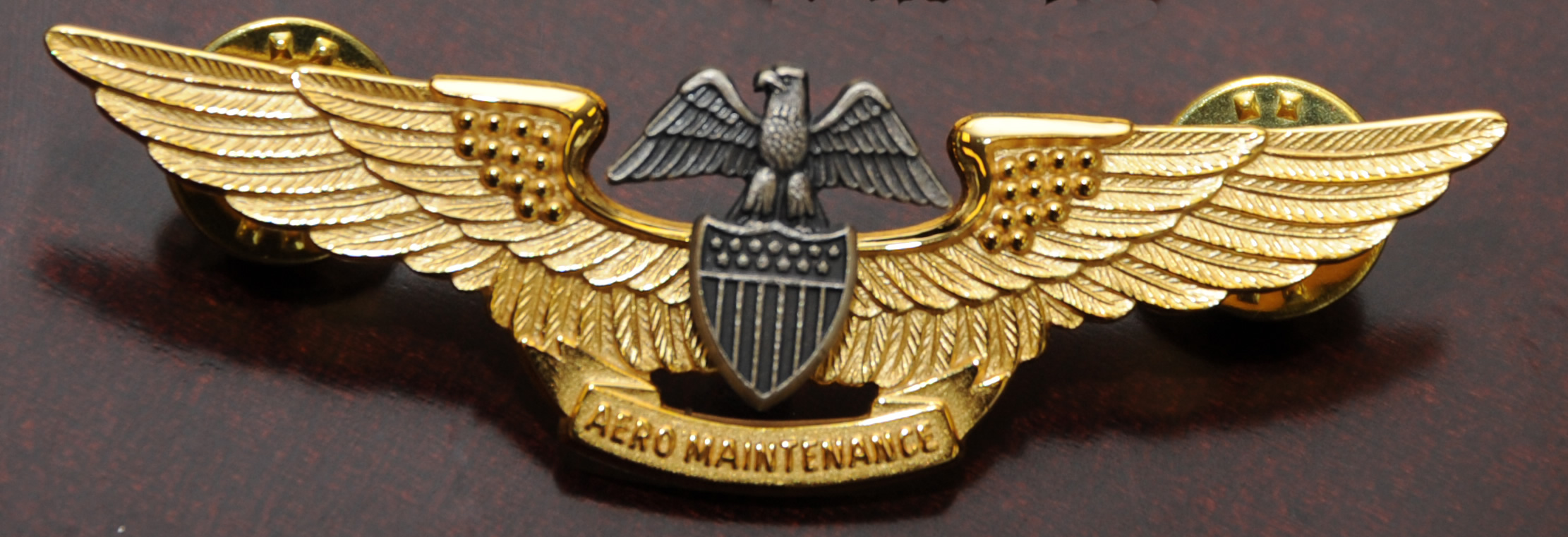
Professional Aviation Maintenance Officer Flygtekniker

### Specialförband

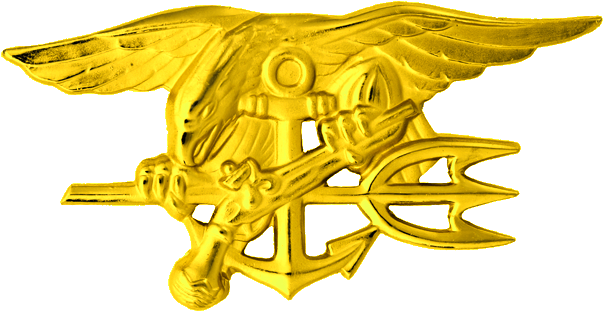
Navy SEAL (officer)
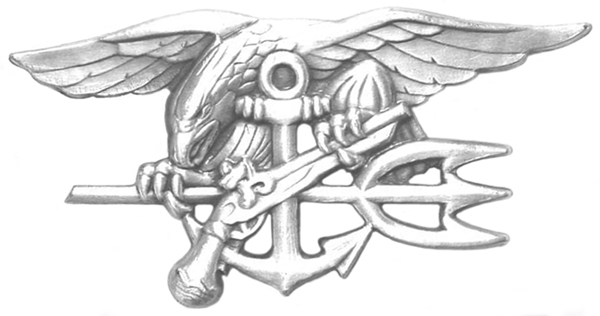
Navy SEAL (enlisted)

### Sjögående personal

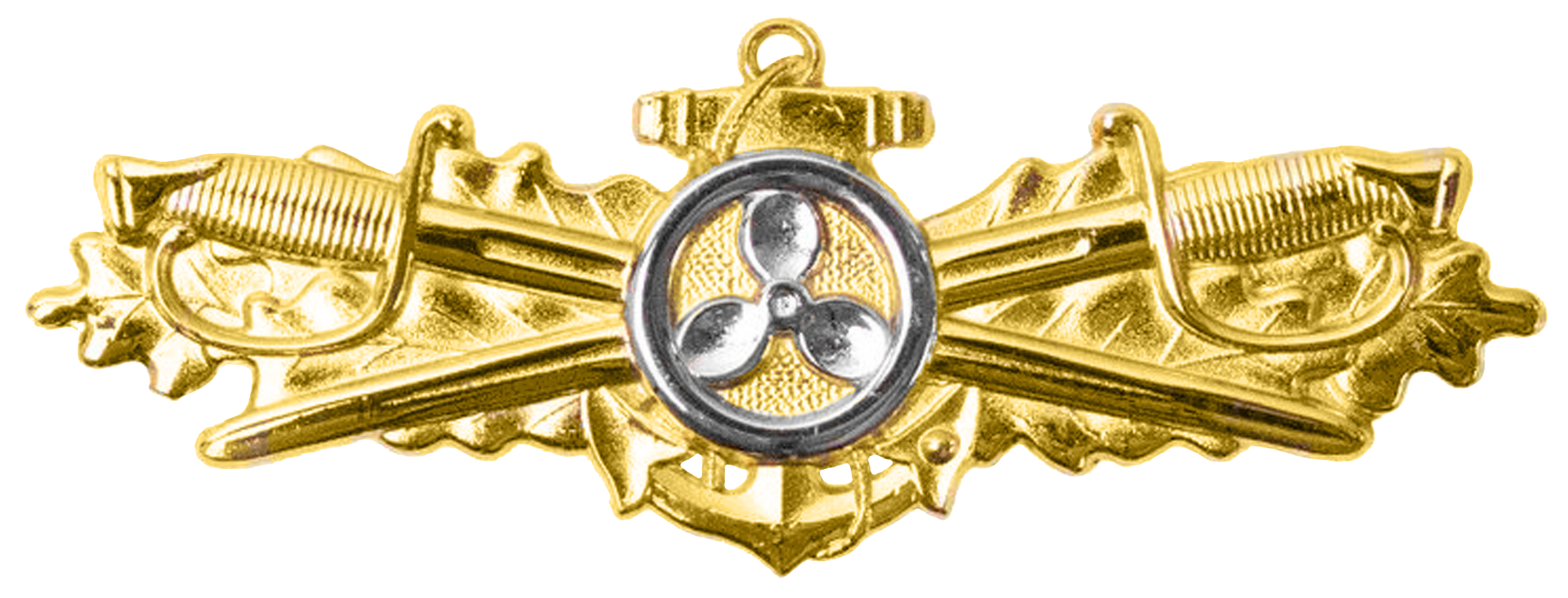
Engineering Duty Officer Fartygsingenjör/Chefsmaskinist
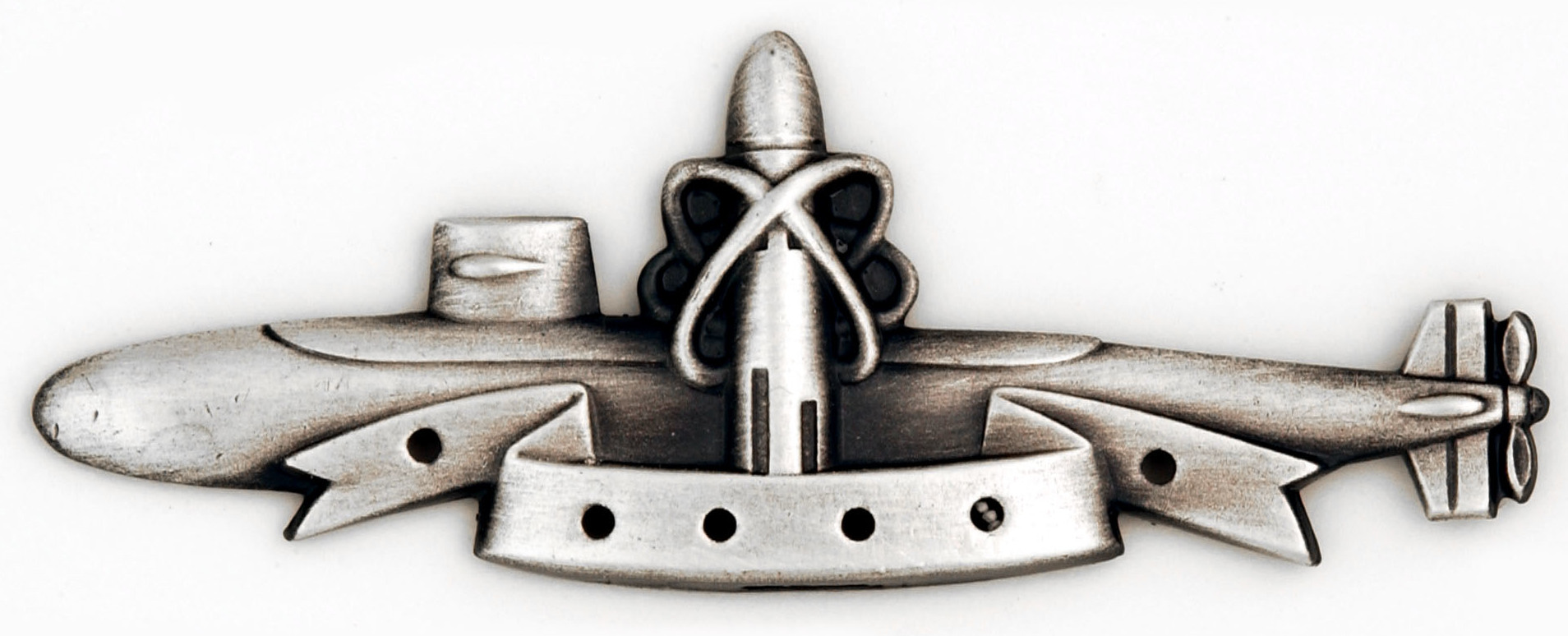
SSBN Deterrent Patrol Insignia (silver) Ubåtspersonal i strategisk robotubåt på avskräckningspatrull
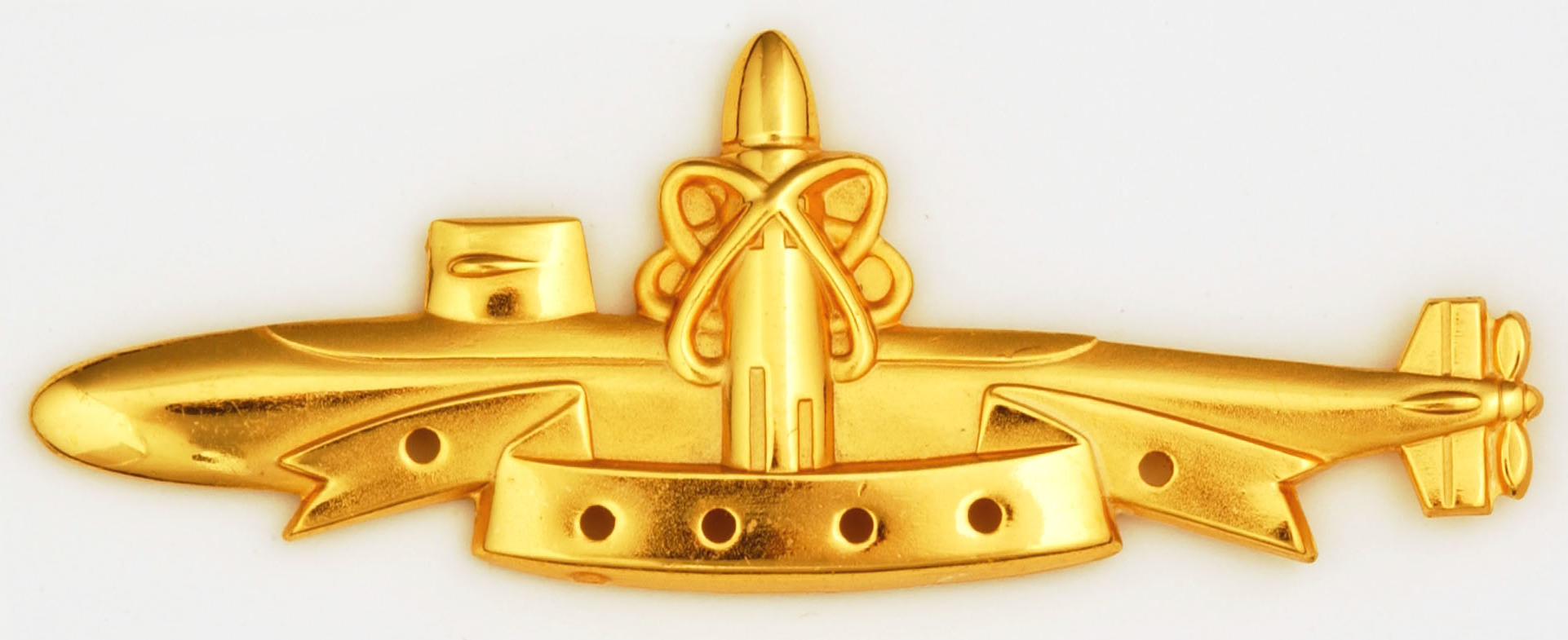
SSBN Deterrent Patrol Insignia (gold)
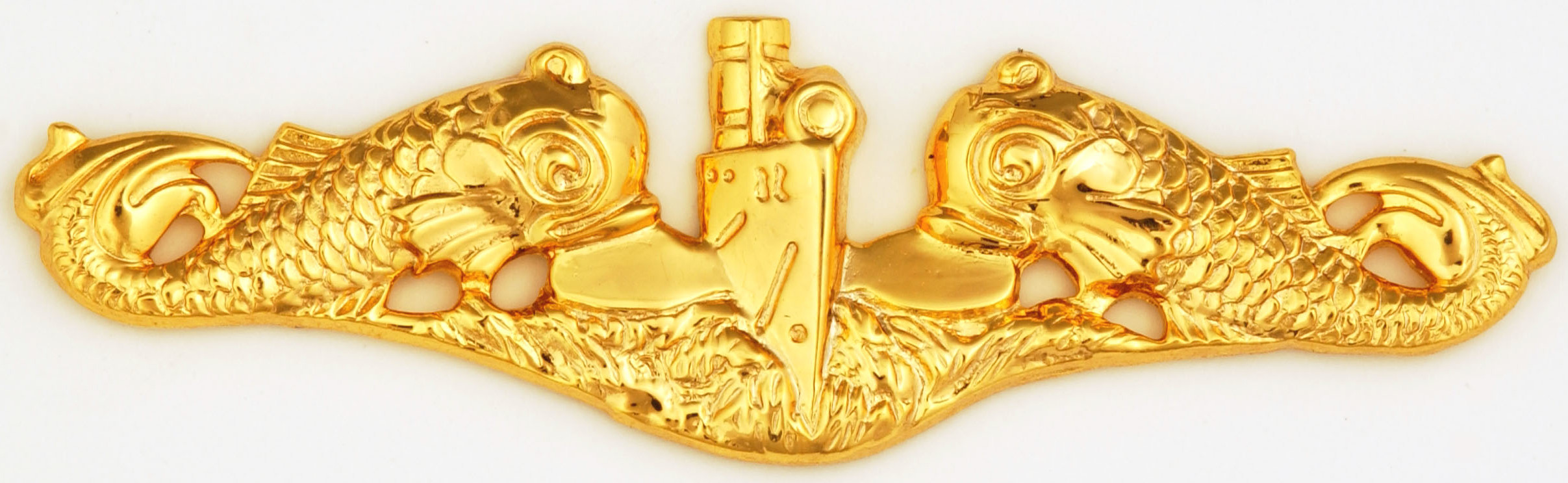
Submarine Warfare (officer) Ubåt (officer)
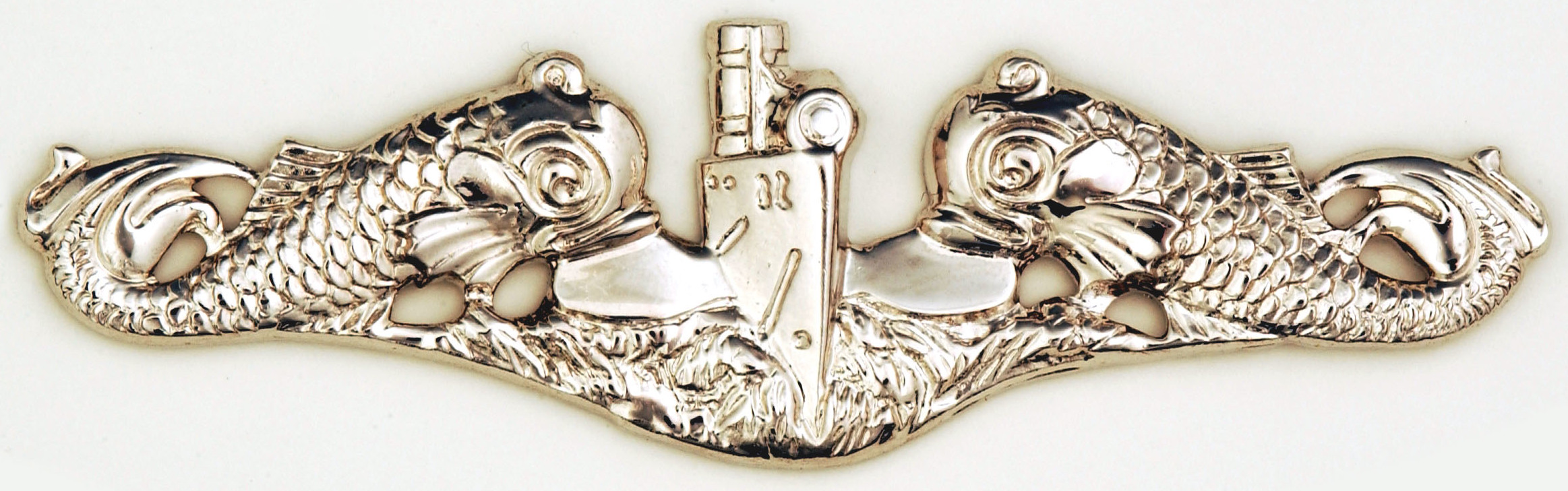
Submarine Warfare (enlisted) Ubåt (underofficer och meniga)
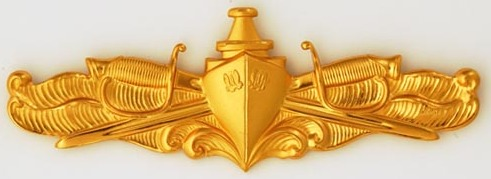
Surface Warfare (officer) Ytstrid (officerare)
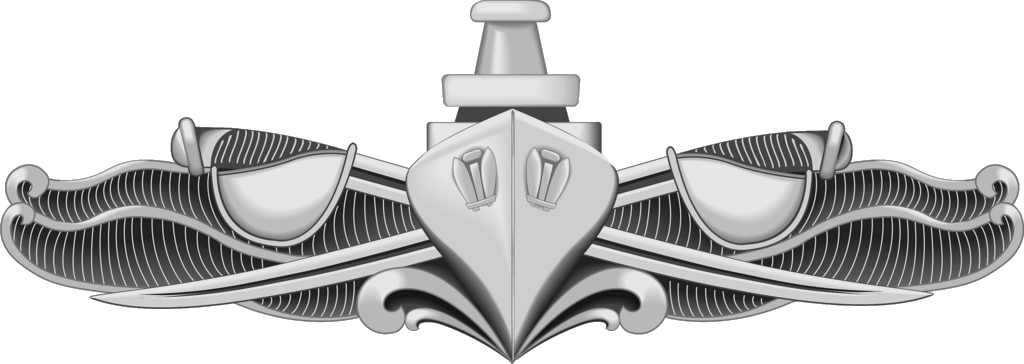
Surface Warfare (enlisted) Ytstrid (underofficer och meniga)

## Uniformsdräkter

### Daglig dräkt

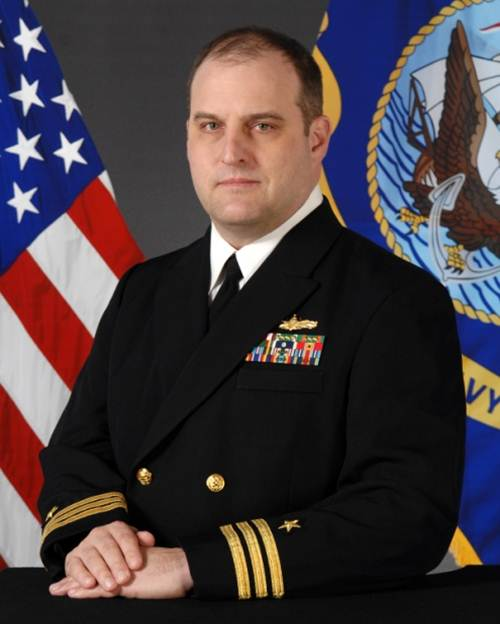
Daglig dräkt blå för officerare.
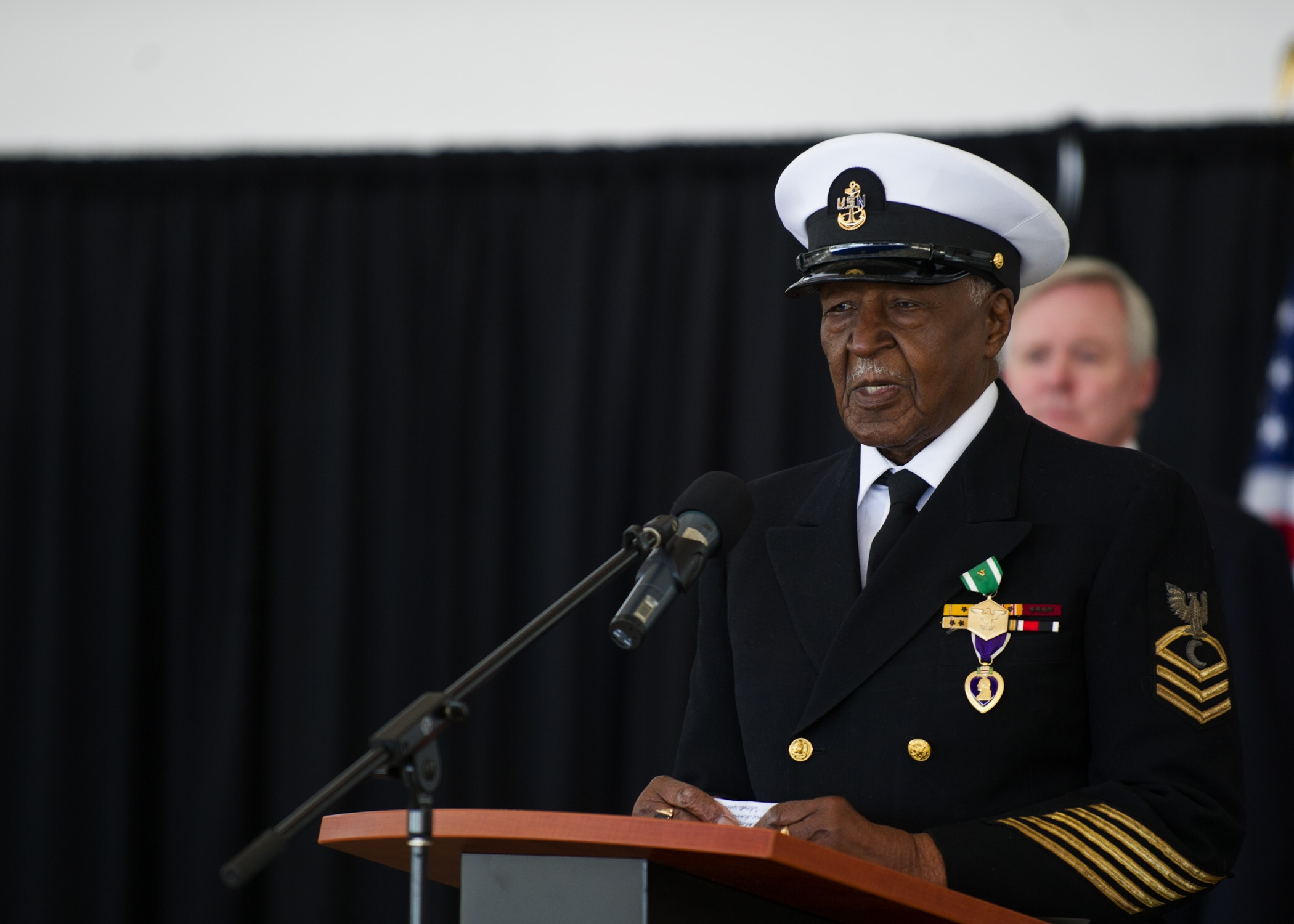
Daglig dräkt blå för underofficerare.
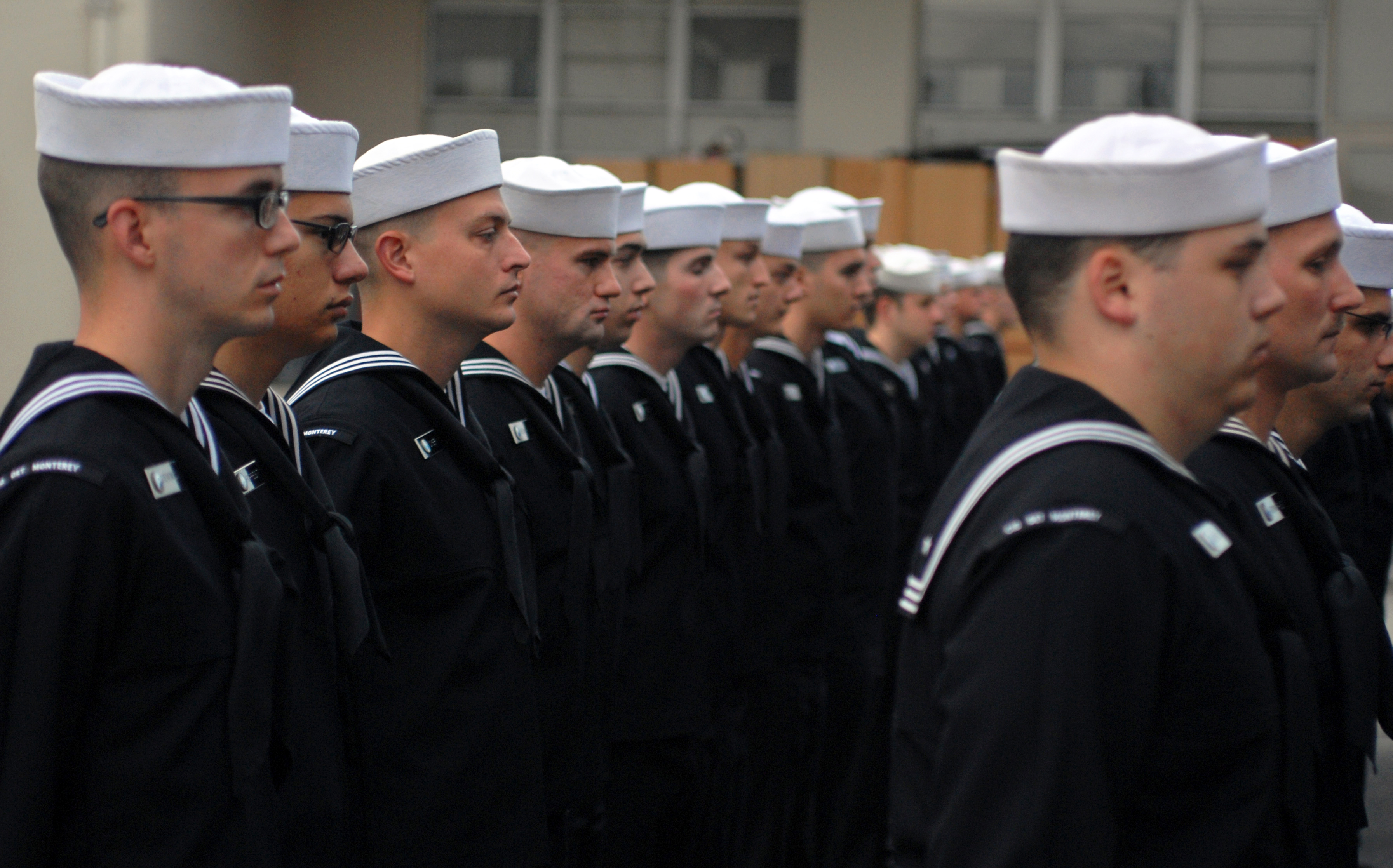
Daglig dräkt blå för underbefäl och sjömän.
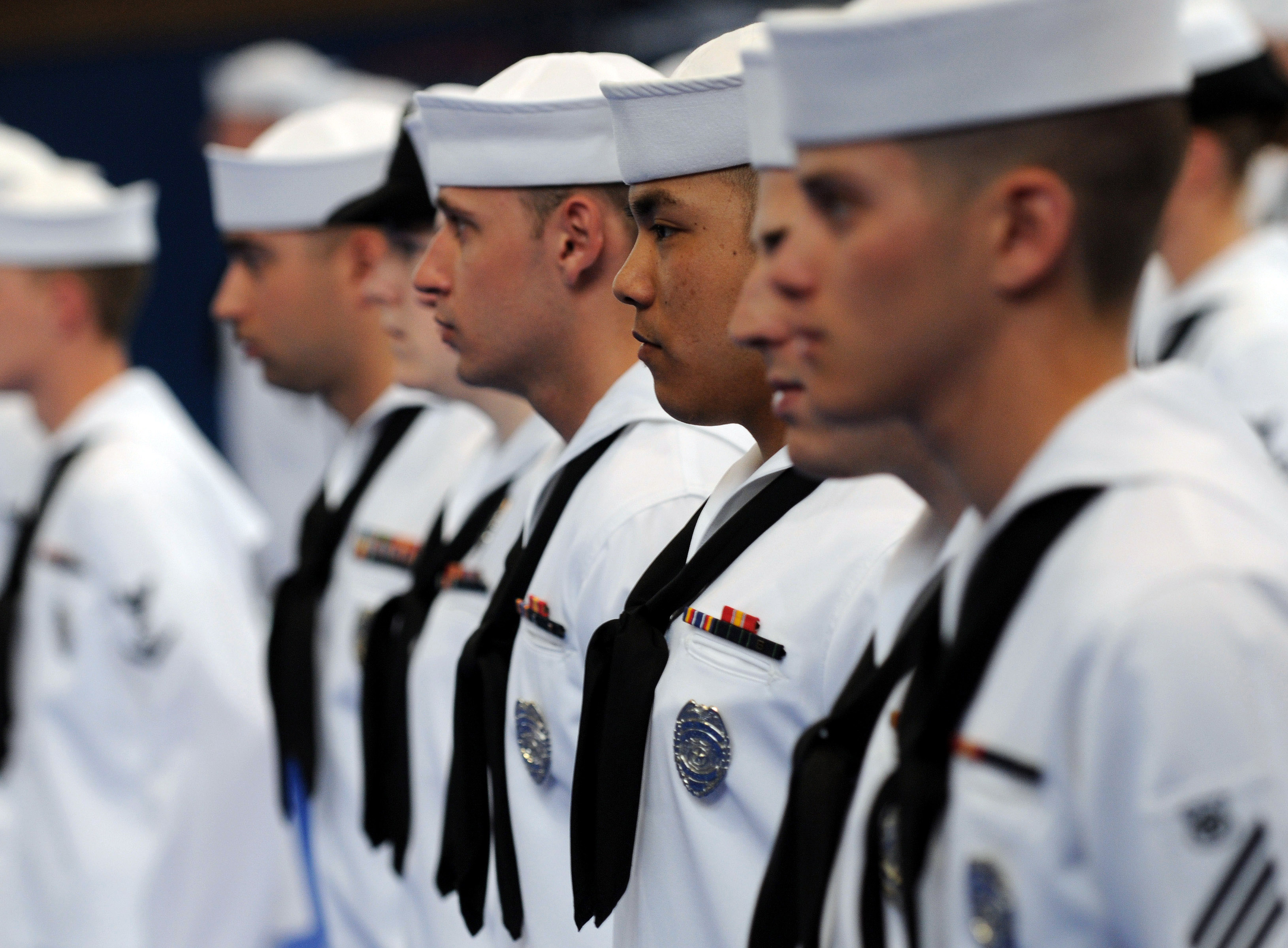
Daglig dräkt vit för underbefäl och sjömän.

### Vardagsdräkt

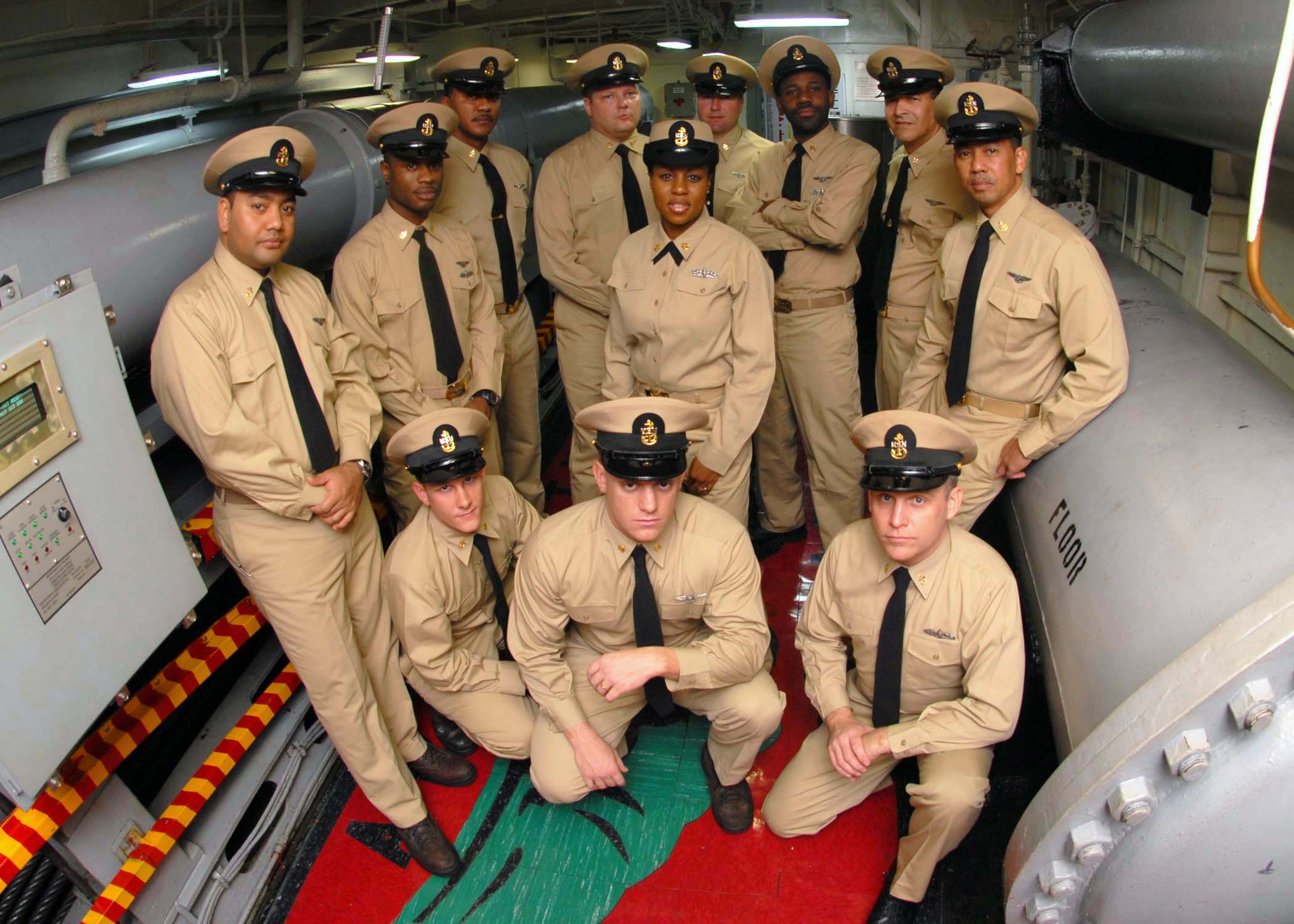
Vardagsdräkt khaki för underofficerare
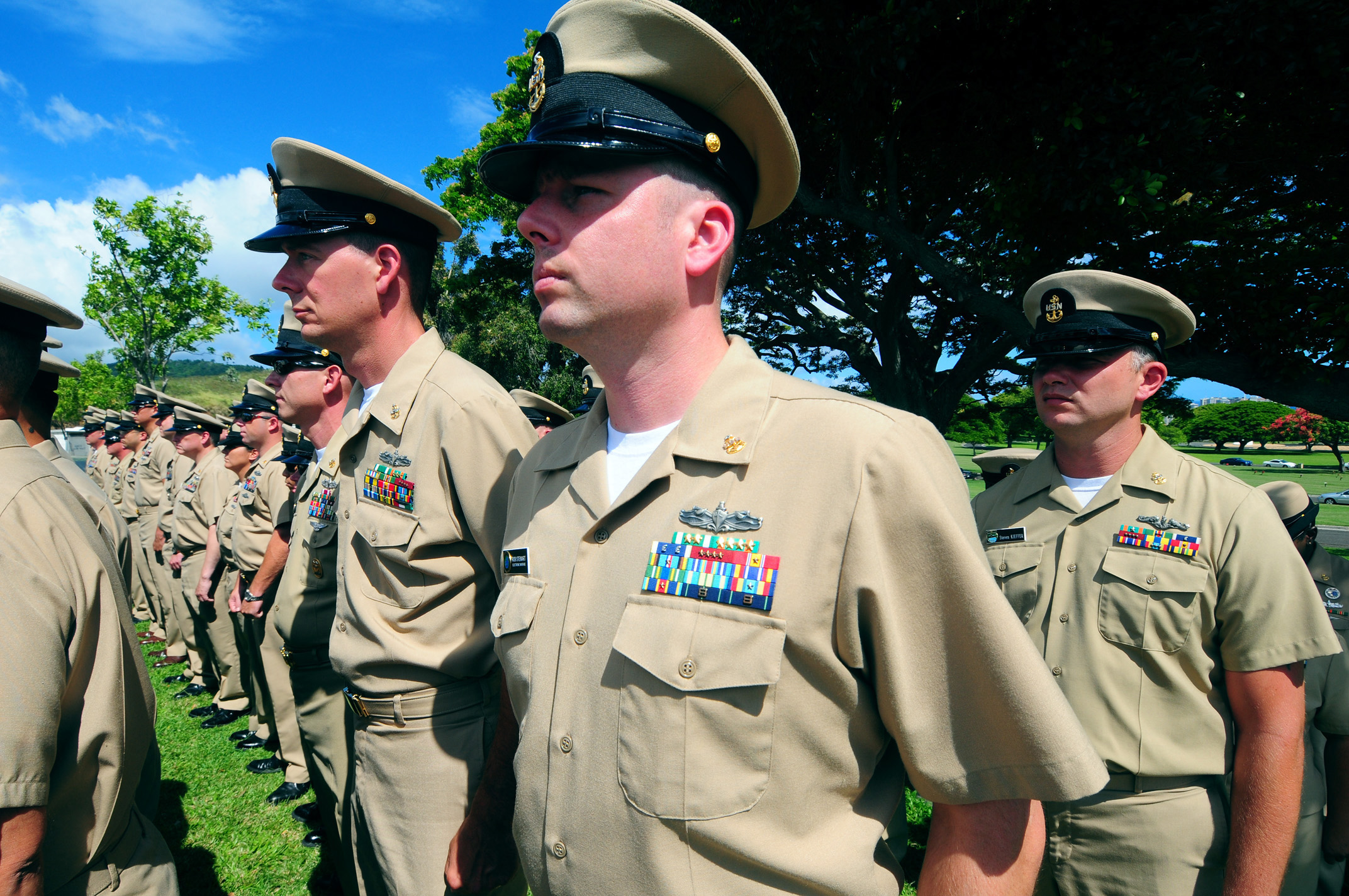
Vardagsdräkt khaki för underofficerare
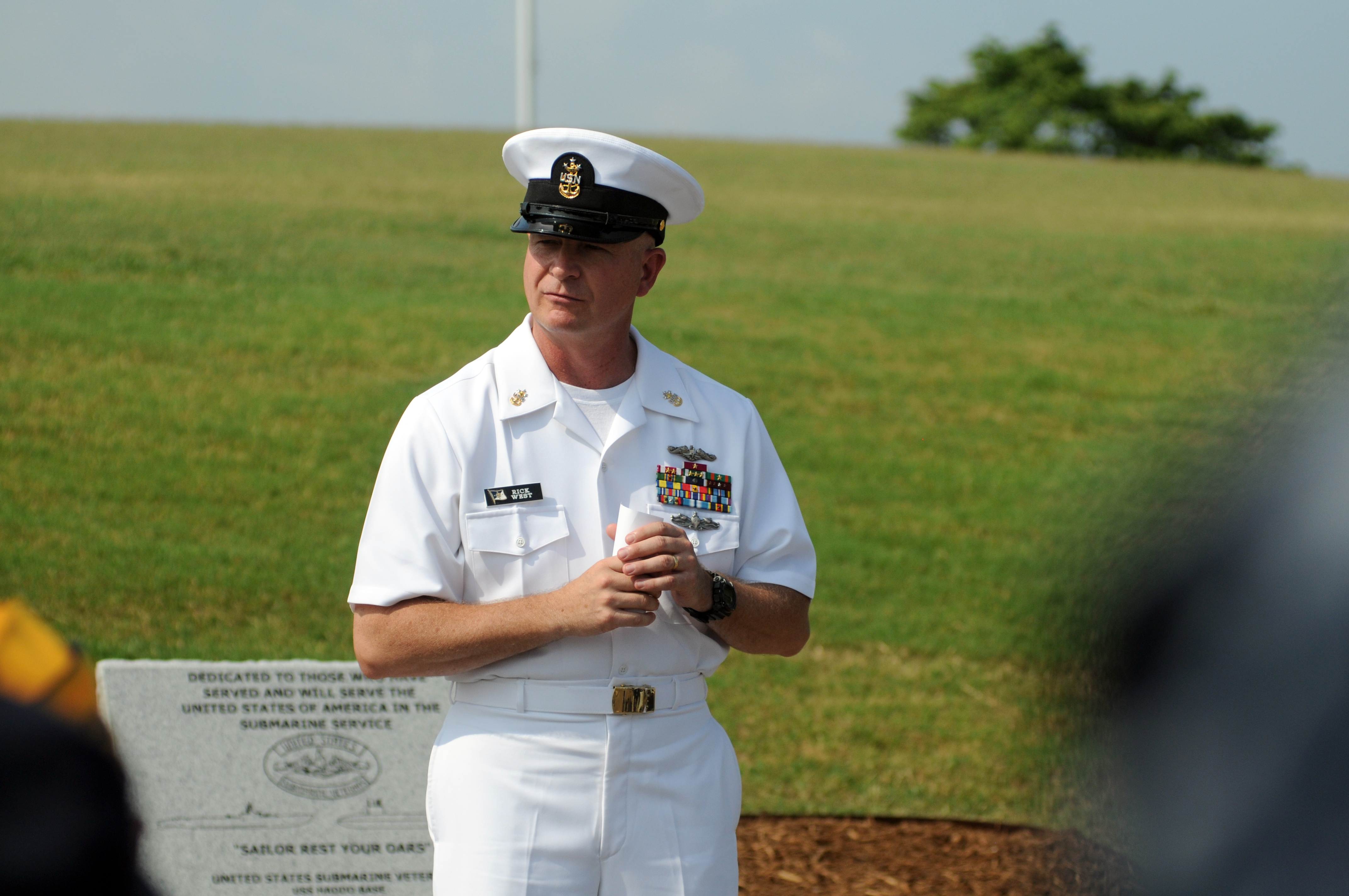
Vardagsdräkt vit för underofficerare
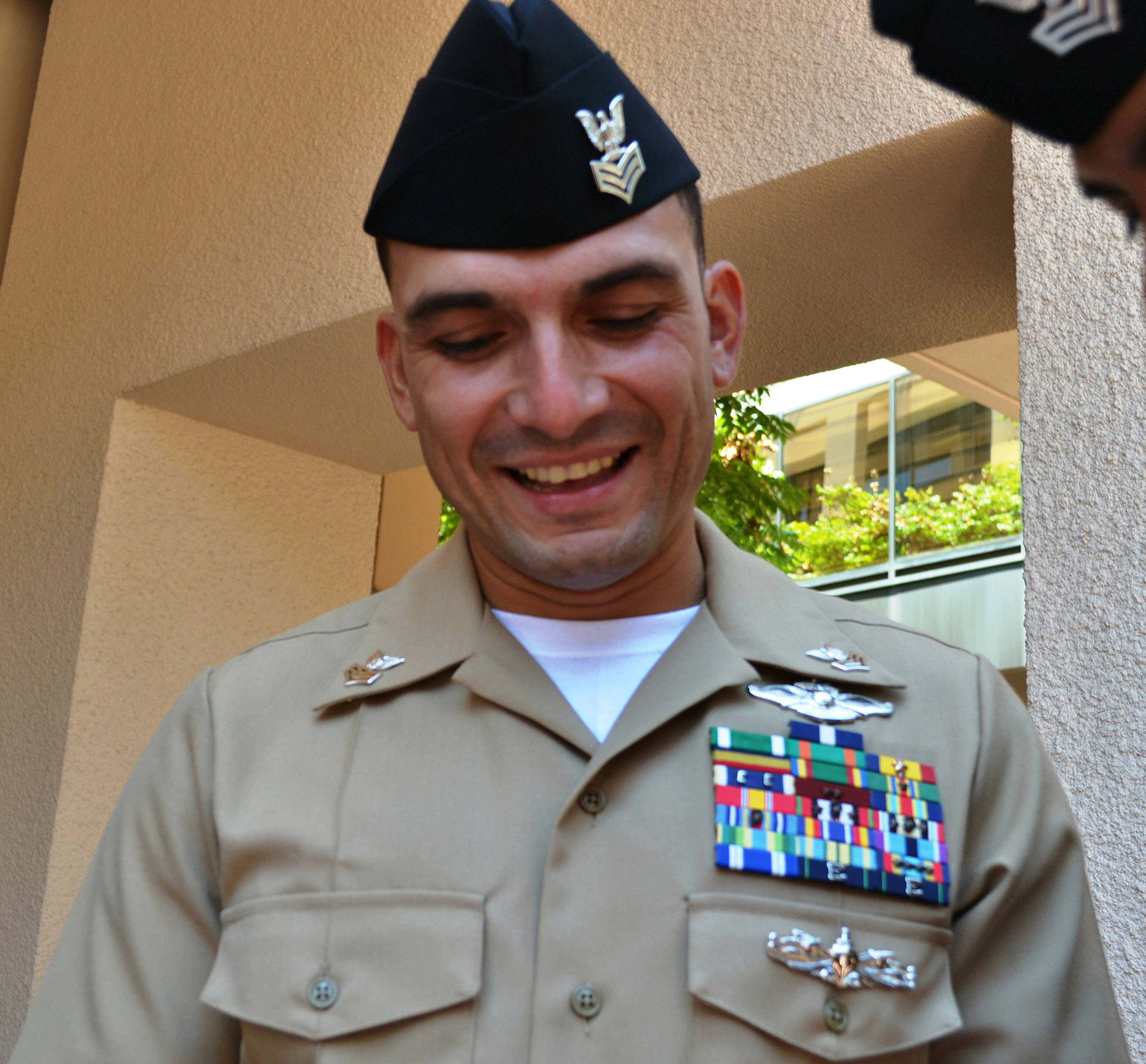
Vardagsdräkt (året runt) för underbefäl och sjömän.

### Arbetsdräkt

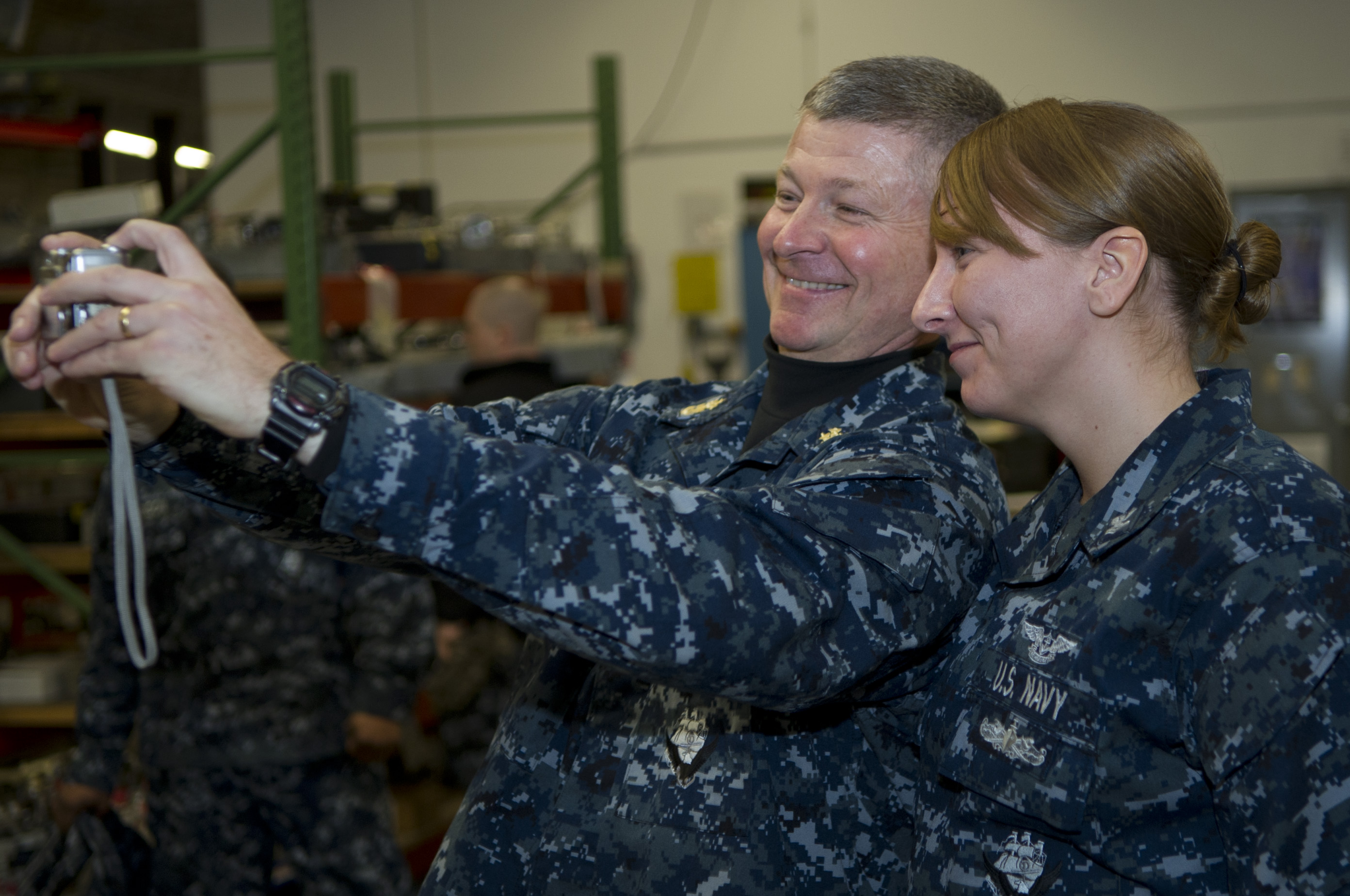
Arbetsdräkt typ 1 för all personal.
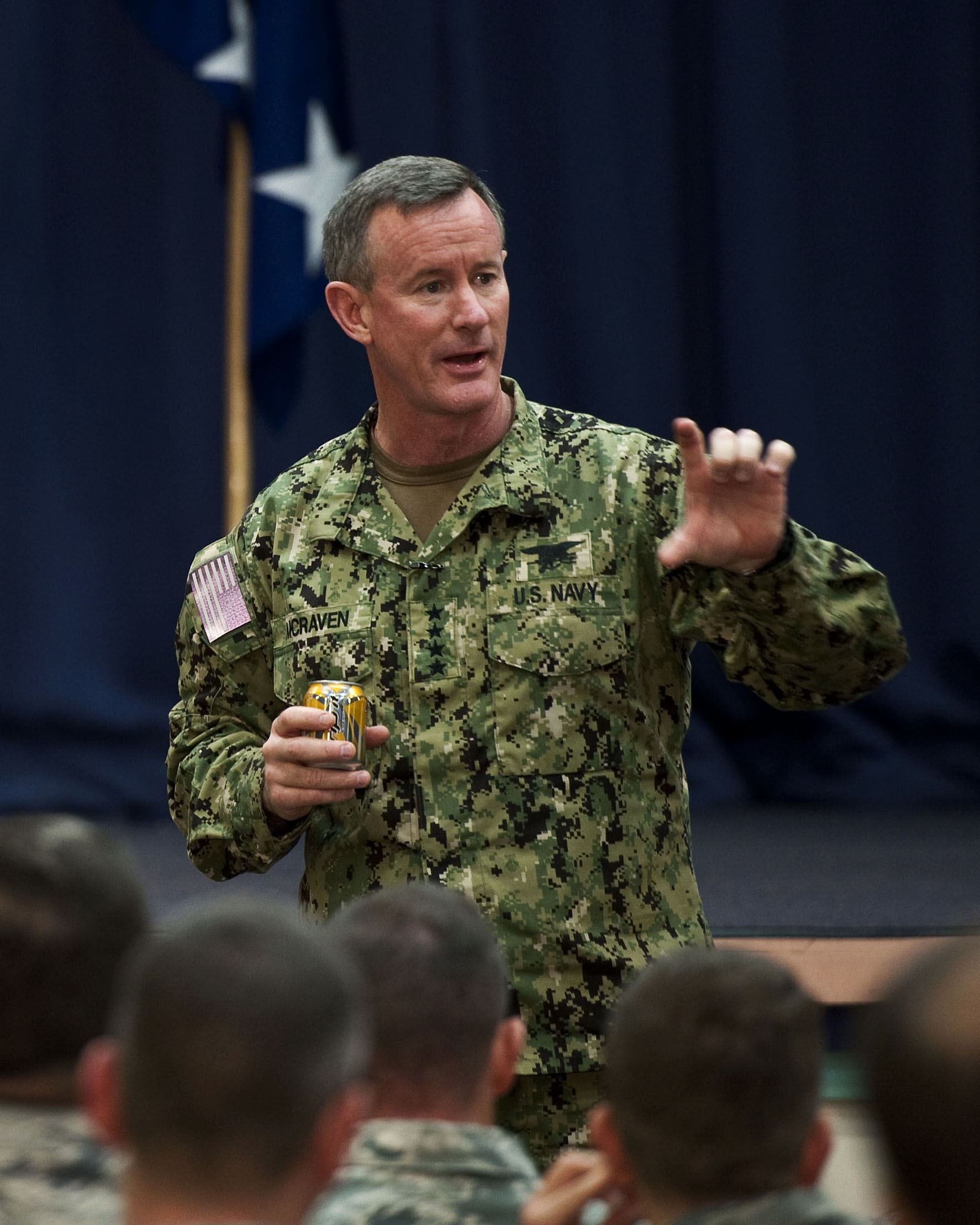
Arbetsdräkt typ 3 för all personal.